# Pierantonio Pavanello
Pierantonio Pavanello (Bassano del Grappa, 20 maggio 1955) è un vescovo cattolico italiano, dal 23 dicembre 2015 vescovo di Adria-Rovigo.

## Biografia
Nasce a Bassano del Grappa, in provincia e diocesi di Vicenza, il 20 maggio 1955.

### Formazione e ministero sacerdotale
Dopo aver conseguito la maturità classica presso il Liceo G.B. Brocchi di Bassano del Grappa, frequenta per due anni la facoltà di giurisprudenza all'Università degli Studi di Padova. Nel 1976 entra nel seminario vescovile di Vicenza dove ottiene il baccellierato in teologia nel 1982.
Il 16 maggio 1982 è ordinato presbitero dal vescovo Arnoldo Onisto per la diocesi di Vicenza.
Dopo l'ordinazione è nominato vicario parrocchiale del duomo di San Clemente di Valdagno, incarico che mantiene fino al 1989; nell'ottobre dello stesso anno viene inviato a Roma, per proseguire gli studi in diritto canonico presso la Pontificia Università Gregoriana, dove consegue il dottorato nel 1993 con una tesi su La perpetuità dell'incapacità di assumere le obbligazioni essenziali del matrimonio (Can. 1095, 3º).
Rientrato in diocesi, nel 1992 viene nominato difensore del vincolo del Tribunale ecclesiastico regionale Triveneto; successivamente presso lo stesso tribunale viene nominato giudice nel 1999 e vicario giudiziale aggiunto nel 2001. Nel 1994 diventa segretario del consiglio presbiterale e del consiglio pastorale e membro di varie commissioni diocesane. Il vescovo Cesare Nosiglia lo nomina cancelliere vescovile, nel 2004, e direttore della casa del clero, nel 2005.

#### Docenza e attività giuridica
Dall'anno accademico 1993-1994 è docente di diritto canonico presso lo studio teologico del seminario diocesano di Vicenza (affiliato alla Facoltà teologica dell'Italia settentrionale e poi del Facoltà teologica del Triveneto). Dal 1996 al 2001 insegna anche presso l'Istituto Sant'Antonio Dottore di Padova e dal 2004 al 2015 è docente presso la Facoltà di Diritto Canonico San Pio X di Venezia.
Fa parte del "Gruppo Italiano Docenti di Diritto Canonico" e tiene relazioni ai convegni del 1997 (Il difensore del vincolo e il promotore di giustizia), del 2000 (Selezione, formazione e retribuzione dei laici), 2002 (La cooperazione fra le Chiese), 2007 (Le figure degli accompagnatori nella iniziazione cristiana dei fanciulli), 2016 (La corresponsabilità dei presbiteri nel governo ecclesiale).

### Ministero episcopale
Il 23 dicembre 2015 papa Francesco lo nomina vescovo di Adria-Rovigo; succede a Lucio Soravito De Franceschi, ritiratosi per raggiunti limiti di età. Il 20 febbraio 2016 riceve l'ordinazione episcopale, nella cattedrale di Santa Maria Annunciata di Vicenza, dal cardinale Pietro Parolin, segretario di Stato di Sua Santità (proveniente anch'egli dalla diocesi berica, nonché suo coetaneo), co-consacranti i vescovi Beniamino Pizziol, vescovo di Vicenza, e Lucio Soravito De Franceschi, suo predecessore. Il 6 marzo successivo prende possesso della diocesi nella cattedrale dei Santi Pietro e Paolo di Adria.
Il 29 luglio 2019 papa Francesco lo nomina membro del Collegio per l'esame dei ricorsi in materia di delicta reservata, istituito presso la Congregazione per la dottrina della fede.
L'11 maggio 2021 è eletto moderatore del Tribunale ecclesiastico regionale Triveneto; succede a Francesco Moraglia, patriarca di Venezia. Il successivo 21 giugno papa Francesco lo nomina membro del Supremo tribunale della Segnatura apostolica.

## Genealogia episcopale
La genealogia episcopale è:
- Cardinale Scipione Rebiba
- Cardinale Giulio Antonio Santori
- Cardinale Girolamo Bernerio, O.P.
- Arcivescovo Galeazzo Sanvitale
- Cardinale Ludovico Ludovisi
- Cardinale Luigi Caetani
- Cardinale Ulderico Carpegna
- Cardinale Paluzzo Paluzzi Altieri degli Albertoni
- Papa Benedetto XIII
- Papa Benedetto XIV
- Papa Clemente XIII
- Cardinale Bernardino Giraud
- Cardinale Alessandro Mattei
- Cardinale Pietro Francesco Galleffi
- Cardinale Giacomo Filippo Fransoni
- Cardinale Antonio Saverio De Luca
- Arcivescovo Gregor Leonhard Andreas von Scherr, O.S.B.
- Arcivescovo Friedrich von Schreiber
- Arcivescovo Franz Joseph von Stein
- Arcivescovo Joseph von Schork
- Vescovo Ferdinand von Schlör
- Arcivescovo Johann Jakob von Hauck
- Vescovo Ludwig Sebastian
- Cardinale Joseph Wendel
- Arcivescovo Josef Schneider
- Vescovo Josef Stangl
- Papa Benedetto XVI
- Cardinale Pietro Parolin
- Vescovo Pierantonio Pavanello

## Araldica
| Stemma | Desdrizione |
| ------ | --- |
|        | Nello stemma del vescovo Pavanello sono presenti: - la torre, che ricorda i simboli delle città di Bassano del Grappa (città natale del prelato) e di Adria (sede episcopale) e fa riferimento ai titoli mariani di Torre di Davide e di Torre d'avorio; - la stella del mattino, che richiama Maria e le otto beatitudini evangeliche; - due strisce parallele, a forma di onde marine, che sono simboli dei fiumi Adige e Po, intersecanti il territorio della diocesi di Adria-Rovigo; - la Croce, centro della vita di ogni presbitero; - la bilancia, che richiama la specializzazione in diritto canonico e l'esercizio di giudice nel Tribunale ecclesiastico regionale; - le fedi nuziali, che sono simboli della spiritualità coltivata con varie coppie di sposi nei percorsi di formazione. |

## Opere
- Il requisito della perpetuità nell'incapacità di assumere le obbligazioni essenziali del matrimonio (Can. 1095, 3º), Roma, Pontificia Università Gregoriana, 1994, ISBN 88-7652-672-2.